# لایمی مالدونادو
لایمی مالدونادو (به انگلیسی: Leiomy Maldonado) (زاده ۲۸ آوریل ۱۹۸۷) رقصنده، مدل آمریکایی است.
او یک زن ترنس است.